# Plouguenast
 Plouguenast (en bretó Plougonwaz, gal·ló Ploegenas) és un municipi francès, situat a la regió de Bretanya, al departament de Costes del Nord. L'any 2009 tenia 1.853 habitants.

## Demografia
| 1962                                       | 1968  | 1975  | 1982  | 1990  | 1999  |
| ------------------------------------------ | ----- | ----- | ----- | ----- | ----- |
| 2.041                                      | 1.943 | 1.865 | 1.821 | 1.781 | 1.719 |
| Des de 1962: població sense dobles comptes |       |       |       |       |       |

## Administració
| Període | Identitat       | Partit        |
| ------- | --------------- | ------------- |
| 2008-   | Ange Le Helloco | Divers gauche |